# Roanoke (Volk)

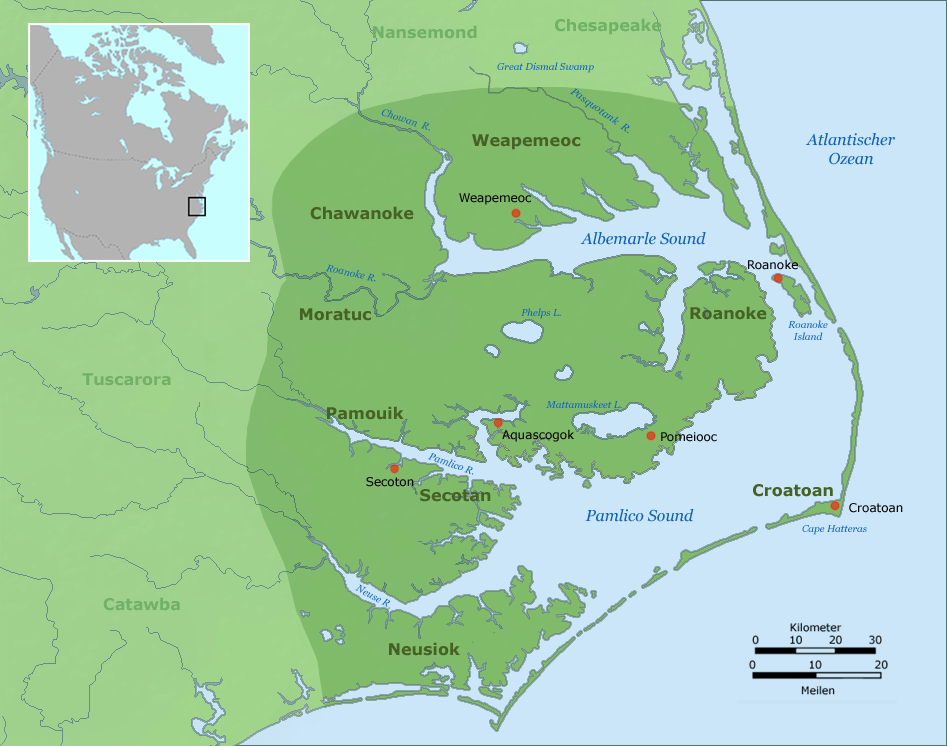
Wohngebiet der Roanoke und benachbarter Stämme um 1584/85

Die Roanoke waren ein Indianerstamm, dessen Stammesgebiet an der Nordostküste und auf der vorgelagerten Roanoke Island im heutigen Bundesstaat North Carolina in den Vereinigten Staaten lag. Sprachlich sind sie der kleinen Gruppe der North-Carolina-Algonkin zuzuordnen. Die Roanoke gehörten zu den ersten Stämmen nordamerikanischer Indianer, die 1584/85 Kontakt mit englischen Kolonisten hatten. Sie gelten seit 1763 als ausgestorben.

## Wohngebiet und Umwelt
Zur Zeit des ersten Kontaktes mit den Europäern um 1584 umfasste das Wohngebiet der Roanoke den nordöstlichen Teil der Albemarle-Pamlico-Halbinsel und die vorgelagerten Outer Banks mit Roanoke Island. Aus den Aufzeichnungen der frühen Kolonisten sind drei Dörfer bekannt, nämlich Tramaskecooc am East Lake, Dasemunkapeuc  am Croatan Sound und Roanoke auf Roanoke Island. Das nordöstliche North Carolina besteht zu großen Teilen aus flachen Seen, träge fließenden Bächen und Flüssen sowie brackigen Sunden, die bis zu 48 km breit sind. Man findet in den Salzwiesen und Marschen vor allem das Schlickgras (Spartina patens) und das Süßgras (Distichlis spicata), auf Küstendünen wächst das Strandgras (Uniola paniculata). Unter den vorkommenden Baumarten dominiert die Sumpfkiefer (Pinus serotina), die Weihrauch-Kiefer (Pinus taeda), und eine Vielzahl an Büschen und Sträuchern.

## Lebensweise und Kultur

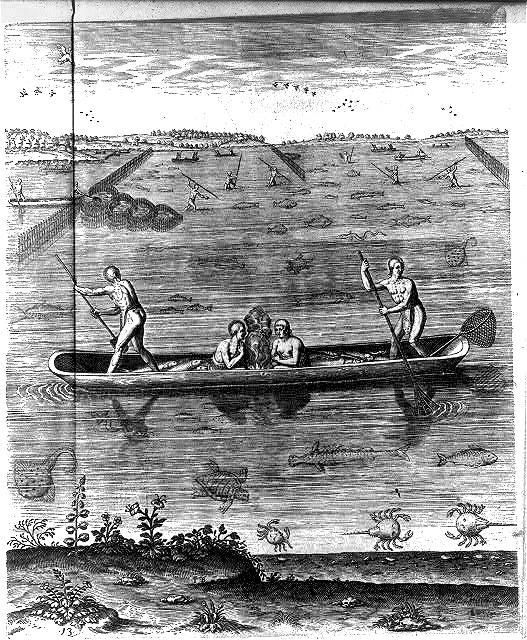
North-Carolina-Algonkin beim Fischen

Die Roanoke lebten hauptsächlich vom Fischfang, neben der Jagd und etwas Gartenanbau. Sie erlegten die Fische mit Speeren und fingen sie mit Reusen und Wehren aus Ried. Sie fuhren mit ihren Einbaumkanus zum Fangen von Fischen und Sammeln von Muscheln und Krebsen und lebten an der Küste, solange ihr Mais auf den Feldern reifte. Obwohl sie weitgehend autark waren, trieben sie etwas regionalen Handel mit anderen Stämmen. Die Indianer der Küstenebene wohnten in Städten oder Dörfern und waren unter der Führung von Stammeshäuptlingen in Haushalten, Dorfgemeinschaften und Konföderationen organisiert. Darüber hinaus gab es Imperien und Allianzen von beträchtlicher Größe. Flüsse und andere Wasserwege vereinigten die einzelnen Stämme eher, als dass sie Grenzen darstellten. Die Roanoke bewohnten beispielsweise beide Seiten des Croatan Sounds und die Secotan beide Ufer des Pamlico Rivers. Die drei großen ethnischen Gruppierungen Algonkin, Irokesen und Sioux waren in langandauernde interne und externe Konflikte und Kriege verwickelt. Bis heute dominieren undurchdringliche Sümpfe und Wälder die Region. Das Leben der Indianer war entscheidend von den vorhandenen Transportmöglichkeiten abhängig, die sie im Lauf der Jahrhunderte entwickelt hatten.
Im gesamten östlichen North Carolina benutzten die Ureinwohner nur ein Wasserfahrzeug als Transportmittel, das Kanu. Das Wort stammt von den Arawak in der Karibik und wurde von den Engländern als Bezeichnung für Boote der Indianer eingeführt. Es handelte sich hierbei keineswegs um das leichte, einfach zu transportierende Rindenkanu der Indianer im Norden. Es war ein wesentlich schwererer Einbaum mit einem stumpfen Heck, der in mehreren Größen für verschiedene Zwecke angefertigt wurde. In seinem Bericht aus dem Jahr 1584 beschreibt Arthur Barlowe die Herstellung eines Einbaum-Kanus:

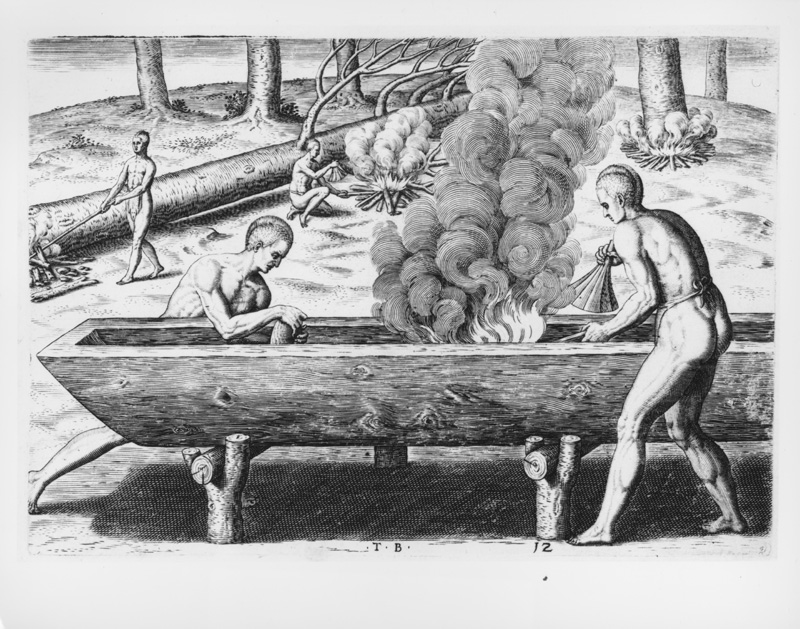
Herstellung eines Einbaums der North-Carolina-Algonkin

„Ihre Boote wurden aus einem Baumstamm hergestellt, entweder aus Kiefernholz oder aus Pechkiefer: ein Baum, den in England niemand kennt und der dort auch nicht wächst. Sie besitzen kein Werkzeug zum Baumfällen ... sie fällen einen großen Baum durch Abbrennen an der Wurzel oder nehmen einen vom Sturm gefällten Baum; sie legen Myrrhe und Rosen auf eine Seite und zünden es an; wenn er hohl gebrannt ist schneiden sie mit ihren Muschelschalen die Kohle heraus; wenn sie ihn tiefer oder weiter ausbrennen möchten, legen sie weiteren Humus hinein und zünden ihn an; auf diese Art und Weise stellen sie vorzügliche Boote her, die zwanzig Männer transportieren können“

## Geschichte
Am 17. August 1585 gründeten 108 weiße Kolonisten im Auftrag von Walter Raleigh eine Kolonie auf Roanoke Island. Es handelte sich um die erste englische Kolonie auf amerikanischem Boden und Ralph Lane wurde zu ihrem Gouverneur gewählt. Lane ließ im Norden von Roanoke Island das Fort Raleigh und einige Hütten bauen, in denen die Engländer den kommenden Winter verbringen konnten.
Nachbarn der Kolonisten waren die Roanoke, deren Hauptdorf Dasemunkapeuc der Insel gegenüber auf dem Festland lag. Die Beziehungen der Ureinwohner zu den Engländern waren zunächst gut. Diese hatten ihre mitgebrachten Vorräte an Lebensmitteln bald verzehrt. Weil das Jahr zu weit fortgeschritten war, sahen es die Kolonisten als zwecklos an, noch eigenes Getreide und Gemüse anzupflanzen. Bei der Jagd und dem Fischfang waren sie ebenfalls wenig erfolgreich und so verließen sie sich auf die Gastfreundschaft und Großzügigkeit der Indianer. Die Freigiebigkeit der Roanoke endete jedoch, als sie selbst nichts mehr zu essen hatten. Die Fremden versuchten, sich gewaltsam zu holen, was die Indianer ihnen nicht geben wollten, und die Freundschaft schlug in offene Feindschaft um. Dazu kamen unbekannte Krankheiten, wie Pocken und Tuberkulose, von denen die Indianer dezimiert wurden und die Kolonisten dafür verantwortlich machten.
Im Mai 1586 versammelten sich Krieger der verbündeten Küstenstämme in Dasemunkapeuc, um die Engländer auf Roanoke Island zu überfallen. Doch Lane erfuhr von diesem Angriffsplan und schlug als erster zu. Vor dem Angriff auf das Indianerdorf schickte Lane eine Abteilung an das Westufer von Roanoke Island, um alle Kanus aufzubringen, die sie im Abendlicht erkennen konnten und alle Indianer von denen am Festland befindlichen zu trennen. Obwohl er das Überraschungsmoment verloren hatte, konnte Lane die gegnerischen Kräfte spalten. Er überquerte den Sund, griff das Indianerdorf an und tötete König Wingina der Roanoke. Anschließend ließ er das Dorf niederbrennen. Zehn Tage später verließen alle Kolonisten entmutigt die Insel, bevor ein Versorgungsschiff eintraf, und fuhren mit Francis Drakes Flotte zurück nach England.
Wenig später erreichte das erwartete Versorgungsschiff die Insel. 15 Männer blieben zurück, um das Anrecht Englands auf die Kolonie zu wahren. Vermutlich wurden sie von den Roanoke getötet. Im Sommer 1587 kam eine weitere Gruppe von rund 110 Kolonisten, darunter 17 Frauen und 9 Kinder, nach Roanoke Island. Als John White 1590 mit einem verspäteten Versorgungsschiff die Insel anlief, fehlte von den englischen Bewohnern jede Spur. Nur das in einen Baumstamm eingeritzte Wort CROATOAN gab einen vagen Hinweis. Es wird vermutet, dass sie vor den Roanoke geflohen waren und von den weiter südlich lebenden Croatoan aufgenommen wurden. Bis heute ist nicht bekannt, was aus den Bewohnern der Lost Colony (dt. Verlorene Kolonie) geworden ist.
Die Roanoke zählten zu den volkreichsten Stämmen der North-Carolina-Algomkin und ihre Zahl wurde zur Zeit des ersten Kontakts mit den Europäern auf mindestens 5.000 geschätzt. Später gab es so gut wie keine Informationen mehr über den Stamm, der 1763 zum letzten Mal erwähnt wurde.